# Maserati Chicane
La Maserati Chicane è un concept realizzato dall'Istituto europeo di design (IED) di Torino presentato al salone dell'automobile di Ginevra nel marzo 2008.

## Il contesto
Si tratta di una vettura sportiva a 2 posti (più 2 di "emergenza") con carrozzeria di tipo coupé, con dimensioni compatte e un corpo vettura dai profili leggeri e dinamici e con molti tratti distintivi del marchio del tridente, come lo sfiato d'aria laterale a tre fori quadrati con angoli smussati, la grande presa d'aria anteriore con il grande tridente al centro.
Il coupé è a trazione posteriore e monta un motore 8 cilindri a V posizionato anteriormente, ed è progettato come ipotetico modello di ingresso nella gamma Maserati più piccolo della GranTurismo e della Quattroporte.

## MaseratiSfida
Al momento della presentazione il concept car è stato accompagnato da un secondo concetto stilistico, sempre realizzato dallo IED di Torino, chiamato Sfida. Questo concept (che a differenza della Chicane è solamente virtuale), è una versione hatchback, studiato per sintetizzare sportività con versatilità degli spazi, indirizzando il concept ad un pubblico sportivo, che utilizza l'auto sia per un uso in pista, che per un viaggio, infatti è dotata di un inedito meccanismo di apertura del bagagliaio ottimizzato per facilitare la stiva di attrezzature sportive. La vettura è stata quindi definita col termine di Everyday car, per racchiudere il significato del concept stilistico.